# Александровка (Холм-Жирковский район)
Алекса́ндровка — деревня в Холм-Жирковском районе Смоленской области России. Входит в состав Печатниковского сельского поселения. Население — 2 жителя (2007 год). 
Расположена в северной части области в 13 км к северо-западу от Холм-Жирковского, в 49 км севернее автодороги М1 «Беларусь», на берегу реки Подшелок. В 3 км северо-западнее деревни расположена железнодорожная станция Никитинка на линии Дурово — Владимирский Тупик.

## История
В годы Великой Отечественной войны деревня была оккупирована гитлеровскими войсками в октябре 1941 года, освобождена в марте 1943 года.